# Brachynemurus henshawi
Brachynemurus henshawi är en insektsart som först beskrevs av Hagen 1887.  Brachynemurus henshawi ingår i släktet Brachynemurus och familjen myrlejonsländor. Inga underarter finns listade i Catalogue of Life.